# أبو ظفر
أبو ظفر هو دبلوماسي بنغلاديشي، ولد في 1 مارس 1963.